# Litteraturåret 1907

## Händelser
- 22 maj – Svenska Vitterhetssamfundet instiftas i Uppsala.
- okänt datum – Diamond Sūtra, en Buddhistisk skript i trä daterad till år 868, upptäcks av Aurel Stein i Mogaogrottorna utanför Dunhuang i Kina; it is "the earliest complete survival of a dated printed book".[1]

## Priser och utmärkelser
- Nobelpriset – Rudyard Kipling, Storbritannien[2]
- Letterstedtska priset för översättningar – Maximilian Victor Odenius för översättningen av Aulus Cornelius Celsus Åtta böcker om läkekonsten
- Svenska Akademiens stora prismedalj – Axel Klinckowström.[3]

## Nya böcker

### A – G
- Blå blommor av Hjalmar Bergman
- Blåeld av Daniel Fallström
- Breve av Alexander Kielland
- Chamber Music av James Joyce
- Det mörknar öfver vägen av Hjalmar Söderberg
- Efter Herrans hästar av Walter Hülphers
- Fiskare av Ludvig Nordström
- Folkungaträdet: Bjälboarvet av Verner von Heidenstam
- Från det jordiska museet av Elin Wägner

### H – N
- Johan Ulfstjärna av Tor Hedberg
- Kaos. En trilogi av Gustaf Hellström
- La 628-E8 av Octave Mirbeau
- Les enceintes romaines de la Gaule av Adrien Blanchet
- Marxismen och empiriokriticismen av Vladimir Lenin
- Nils Holgerssons underbara resa genom Sverige (andra delen) av Selma Lagerlöf[4]
- Nya visor av Ola Hansson

### O – U
- Olles skidfärd av Elsa Beskow[5]
- Sagan om mannen som flydde för månen av Walter Hülphers
- Siljan av Johan Nordling
- Sista dikter av Oscar Levertin
- Svarta fanor av August Strindberg

### V – Ö
- Valda dikter (förord av A. Strindberg) av Emil Kléen (postumt)

## Födda
- 8 mars – Rolf Jacobsen (död 1994), norsk författare.
- 14 mars – Björn-Erik Höijer (död 1996), svensk författare.
- 12 maj – Leslie Charteris (död 1993), amerikansk deckarförfattare – Helgonet.
- 13 maj – Daphne du Maurier (död 1989), brittisk författare.
- 31 maj – Åke Holmberg (död 1991), svensk författare och översättare.
- 3 juli – Emil Hagström (död 1970), svensk författare.
- 6 juli – Arvid Brenner (död 1975), tysk-svensk författare.
- 7 juli – Robert A. Heinlein (död 1988), amerikansk författare.
- 15 september – Gunnar Ekelöf (död 1968), svensk författare, ledamot av Svenska Akademien 1958.
- 4 oktober – Ester Ringnér-Lundgren (död 1993), svensk författare av barn- och ungdomslitteratur.
- 13 november – Josef Kjellgren (död 1948), svensk författare.
- 14 november –  Astrid Lindgren (död 2002), svensk barnboksförfattare.[6]
- 28 november – Alberto Moravia (död 1990), italiensk författare.

## Avlidna
- 16 februari – Giosuè Carducci, 71, italiensk författare, nobelpristagare 1906.
- 17 juli – Hector Malot, 77, fransk författare.
- 7 september – Sully Prudhomme, 68, fransk poet, nobelpristagare 1901.
- 28 november – Stanisław Wyspiański, 38, polsk dramatiker, poet, målare och arkitekt.

### Fotnoter
1. ↑  ”Sacred Texts: Diamond Sutra”. British Library. 30 november 2003. Arkiverad från originalet den 10 november 2013. https://web.archive.org/web/20131110093610/http://www.bl.uk/onlinegallery/sacredtexts/diamondsutra.html. Läst 2 juni 2012.
2. ↑  ”Nobelpriset i litteratur”. https://www.nobelprize.org/prizes/lists/all-nobel-prizes-in-literature/. Läst 20 mars 2011.
3. ↑  Almanack för alla 1911
4. ↑  ”Selma Lagerlöfs böcker”. Arkiverad från originalet den 27 augusti 2011. https://web.archive.org/web/20110827002154/http://selmalagerlof.org/bocker.html. Läst 12 april 2011.
5. ↑  ”Elsa Beskows boktitlar”. Arkiverad från originalet den 14 december 2012. https://web.archive.org/web/20121214172009/http://kampanj.bonniercarlsen.se/beskow/titlar1.htm. Läst 12 april 2011.
6. ↑  ”Astrid Lindgren”. http://www.astridlindgren.se/mer-fakta/utvalda-artal. Läst 21 mars 2011.